# 'Abd al-Hamīd ibn Turk
Această pagină se referă la un om de știință islamic. Pentru persoane cu nume similar, vedeți: Abdul Hamid.
'Abd al-Hamīd ibn Turk, cunoscut și ca ʿAbd al-Hamīd ibn Wase ibn Turk Jili a fost un matematician turc islamic din secolul al IX-lea.
Nu se cunosc prea multe elemente din biografia sa.
Numele Jili indică originea sa din Provincia Gilan.
A scris o lucrare din domeniul algebrei, de la care a supraviețuit timpului doar o parte referitoare la rezolvarea ecuațiilor de gradul al doilea.